# Paw (Band)
Paw ist eine amerikanische Alternative-Rock-Band aus Lawrence, Kansas, die 1990 gegründet wurde. Die Gründungsmitglieder sind Mark Hennessy (Gesang), Grant Fitch (Gitarre), Charles Bryan (Bass) und Peter Fitch (Schlagzeug). Sie veröffentlichten drei Studioalben – Dragline, Death to Traitors und Home Is a Strange Place – und eine Kollektion von B-Seiten-Songs und Outtakes Keep the Last Bullet for Yourself vor ihrer Auflösung im Jahr 2000.  Hennessy, Grant Fitch und später Bassist Jason Magierowski vereinten sich 2008 wieder für einige Auftritte.

## Geschichte
Paw wurde 1990 in Lawrence bei Kill Creek und Stick gegründet. Die Musik aus dieser frühen Zeit kann als aggressiver Rock mit melodischem Unterton charakterisiert werden oder als Southern Rock wie Mark Hennessy es in einem Interview bei MTV selbst beschrieben hat. Sie wurden von vielen Plattenfirmen als die nächsten Nirvana bezeichnet und etliche Plattenverträge wurden Paw angeboten. Die Band unterschrieb letztendlich einen Vertrag bei A&M Records über drei Alben während der Grunge-Welle der 1990er Jahre. So veröffentlichten sie 1993 ihr erstes Album Dragline. Die bekanntesten Singles des Albums sind Lolita, Jessie, Couldn't Know, The Bridge und Sleeping Bag, welche oft bei amerikanischen Radiosendern und Headbanger's Ball, MTV's Hard Rock/Heavy Metal Show, gespielt wurden. Paw tourte 1993 als Vorband von Tool und Headswim durch England (Monate nachdem Tool als Vorband von Rage Against the Machine auftrat), um die Band auch außerhalb von Amerika bekannt zu machen. Die Band nahm 1994 eine Musiksession für BBC Radio 1's Rockshow auf, welche sie auch auf dem Reading Festival spielten. Ihre Lieder Jessie, Pansy und The Bridge wurden in den 3DO, PC, Sega Saturn und PlayStation Versionen des Spiels Road Rash verwendet.
Im Jahr 1995 veröffentlichte die Band ihr zweites Studioalbum Death to Traitors. Bei diesen Album wurden mehr Instrumental- und Country-Elemente eingefügt, was die sonst härtere Musik etwas weicher machte. Paw tourte Anfang 1995 durch Europa. Obwohl das Album gute Kritiken der Presse erhielt, waren die Verkaufszahlen aufgrund der schlechten Promotion des Labels (A&M Records) schlecht. Paw stieg bei A&M aus, noch bevor der Vertrag erfüllt wurde.
1998 gründeten Grant Fitch und Peter Fitch zusammen die Band Palomar und veröffentlichten das Album World Without Horses. Paw spielte immer noch zusammen in dieser Zeit und veröffentlichten eine Kollektion von B-Seiten-Songs und Outtakes Keep the Last Bullet for Yourself bei ihrem eigenen Label Outlaw Records.
2000 unterschrieben die Gründungsmitglieder Hennessy und Fitch einen Vertrag mit Koch Records und veröffentlichten ihr Album Home Is a Strange Place im selben Jahr. In das neue Album wurden mehr Blues-Elemente eingearbeitet.
2008 vereinten Hennessy und Fitch sich wieder und spielten am 6. Juni 2008 auf dem Wakarusa Festival in Clinton Lake (Kansas). Ihre Playlist enthielt die Lieder Couldn't Know, Home Is a Strange Place, Death to Traitors, Sunflower, Hope I Die Tonight und Dragline. Die Band spielte ihren ersten offiziellen Auftritt nach der Neugründung in Lawrence am 4. Oktober 2008 bei The Bottleneck.

## Geschichte nach Paw
Hennessy schrieb einen Gedichtband namens Cue the Bedlam (More Desperate with Longing Than Want of Air), welcher im Dezember 2005 bei Unholy Day Press erschien.
Grant Fitch spielt mit Schlagzeuger Jason Jones in der Band The New Franklin Panthers in Lawrence. Sie veröffentlichten ihr erstes Album Hot Dogs Are Cool: In III Movements im Jahr 2008.
Peter Fitch tritt zusammen mit dem Sänger und Gitarristen Brian Conway in Las Vegas auf.
1997 wurde Charles Bryan der schnellste Mann der Welt im freien Fall mit einer Geschwindigkeit von über 500 km/h. Er ist verheiratet und hat zwei Kinder.

## Diskografie
Studioalben
- 1993: Dragline
- 1995: Death to Traitors
- 2000: Home Is a Strange Place

Kompilationen
- 1998: Keep the Last Bullet for Yourself

Singles
- 1992: Lolita (Vinylsingle)
- 1992: Sleeping Bag (Vinylsingle)
- 1993: Sleeping Bag (CD-Single)
- 1993: Jessie (CD-Single)
- 1993: Couldn't Know (CD-Single)
- 1994: Surrender (Promo-CD)
- 1995: Hope I Die Tonight (CD-Single, UK- und US-Versionen)
- 1995: Traitors and Covers (Promo-CD)
- 1995: Seasoned Glove (Tourpromo-CD)
- 1995: Max the Silent (Promo-CD)